# Usmerjeni graf
Usmerjeni graf  ali digraf (di izhaja iz angleške besede directed, kar pomeni usmerjeno) je par {\displaystyle G=(V,A)\,}, 
kjer je:
- {\displaystyle V\,} množica vozlišč
- {\displaystyle A\,} urejeni par vozlišč, ki se imenujejo loki ali usmerjene povezave, včasih se imenujejo tudi kar puščice. Nekateri usmerjene grafe imenujejo tudi enostavni digrafi, da ga tako razlikujejo od usmerjenega multigrafa. V multigrafu povezave tvorijo večkratne množice in ne množice urejenih parov vozlišč. V enostavnem grafu so dovoljene tudi zanke. To so povezave, povezujejo vozlišča s samim seboj.

Lok, ki je usmerjen od {\displaystyle x\,}  proti {\displaystyle y\,}, se označuje z {\displaystyle e=(x,y)\,}. V tem primeru se {\displaystyle x\,} imenuje glava, {\displaystyle y\,} pa je rep.
Kadar se lahko neposredno pride od prvega ({\displaystyle x\,}) do drugega ({\displaystyle y\,}) zaporednega vozlišča, se vozlišče {\displaystyle x\,} imenuje predhodnik, vozlišče {\displaystyle y\,} pa je naslednik. Lok, ki ima obratno smer, je obrnjeni lok. Graf se imenuje simetričen, če grafu  {\displaystyle G\,} pripadajo tudi vsi obrnjeni loki grafa. 

## Temeljni graf
Temeljni graf se dobi, če se v digrafu vse usmerjene povezave nadomesti z neusmerjenimi (odstrani se vse usmeritve).

## Vhodna in izhodna stopnja
Vhodna stopnja (oznaka {\displaystyle deg^{-}(x)\,}) je število povezav, ki se končajo v {\displaystyle x\,}. Izhodna stopnja (oznaka {\displaystyle deg^{+}(x)\,}) je število povezav, ki se pričnejo v {\displaystyle x\,}. Vozlišče z {\displaystyle deg^{-}(v)=0\,} se imenuje izvor, vozlišče z {\displaystyle deg^{+}(v)=0\,}, pa se imenuje ponor. 
Za vhodno in izhodno stopnjo (če je v grafu končno število vozlišč) velja:
{\displaystyle \sum _{v\in V}\deg ^{+}(v)=\sum _{v\in V}\deg ^{-}(v)\!\,.}
Kadar za vsako vozlišče {\displaystyle v\epsilon V\,} velja {\displaystyle \deg ^{+}(v)=\deg ^{-}(v)}, se graf imenuje uravnoteženi graf.

## Vrste usmerjenih grafov
Usmerjeni neciklični graf je graf, ki nima usmerjenih ciklov.
Turnir je orientirani graf, ki se ga dobi tako, da se izbere smer povezave v neusmerjenem polnem grafu.